# Riserva faunistica di Dja
La Riserva faunistica di Dja è un'area protetta del Camerun, dal 1981 è riserva della biosfera e dal 1987 è iscritta nell'elenco dei Patrimoni dell'umanità dell'UNESCO. Si tratta di una delle foreste pluviali più grandi e meglio protette dell'Africa (ben il 90% della superficie totale della riserva è riservato solo agli animali e alle piante; solo i pigmei che costituiscono la popolazione locale hanno il permesso di cacciare usando i loro metodi tradizionali).
La straordinaria biodiversità è una delle ragioni principali per l'iscrizione fra i Patrimoni mondiali dell'umanità; nella foresta si trovano oltre 100 diverse specie di mammiferi, 5 dei quali in pericolo d'estinzione.
La riserva deve il suo nome al fiume Dja, che la attraversa e ne crea il confine naturale col mondo esterno.